# Лоре-Линду

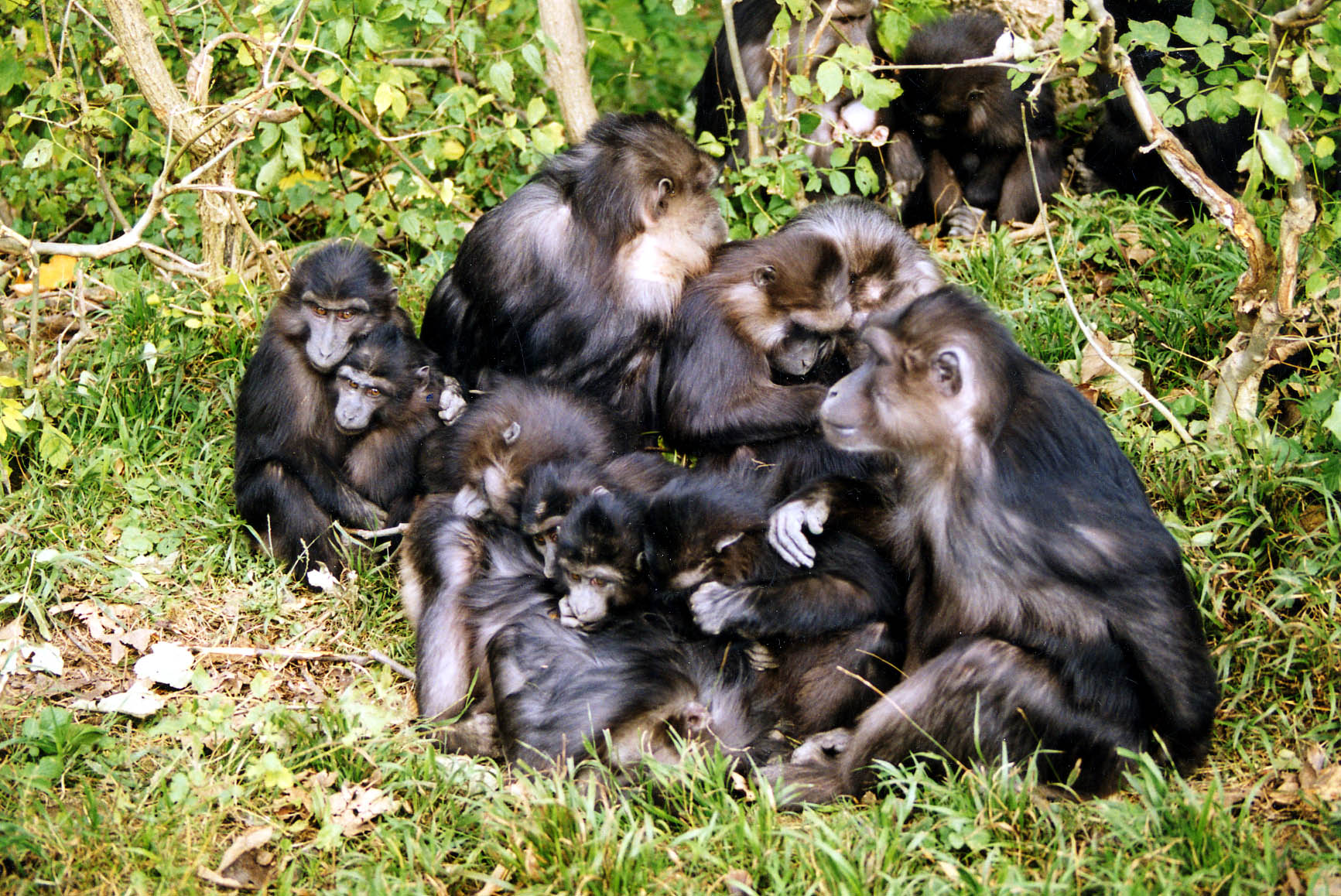
Тонкский макак (Macaca tonkeana tonkeana) — эндемик Сулавеси

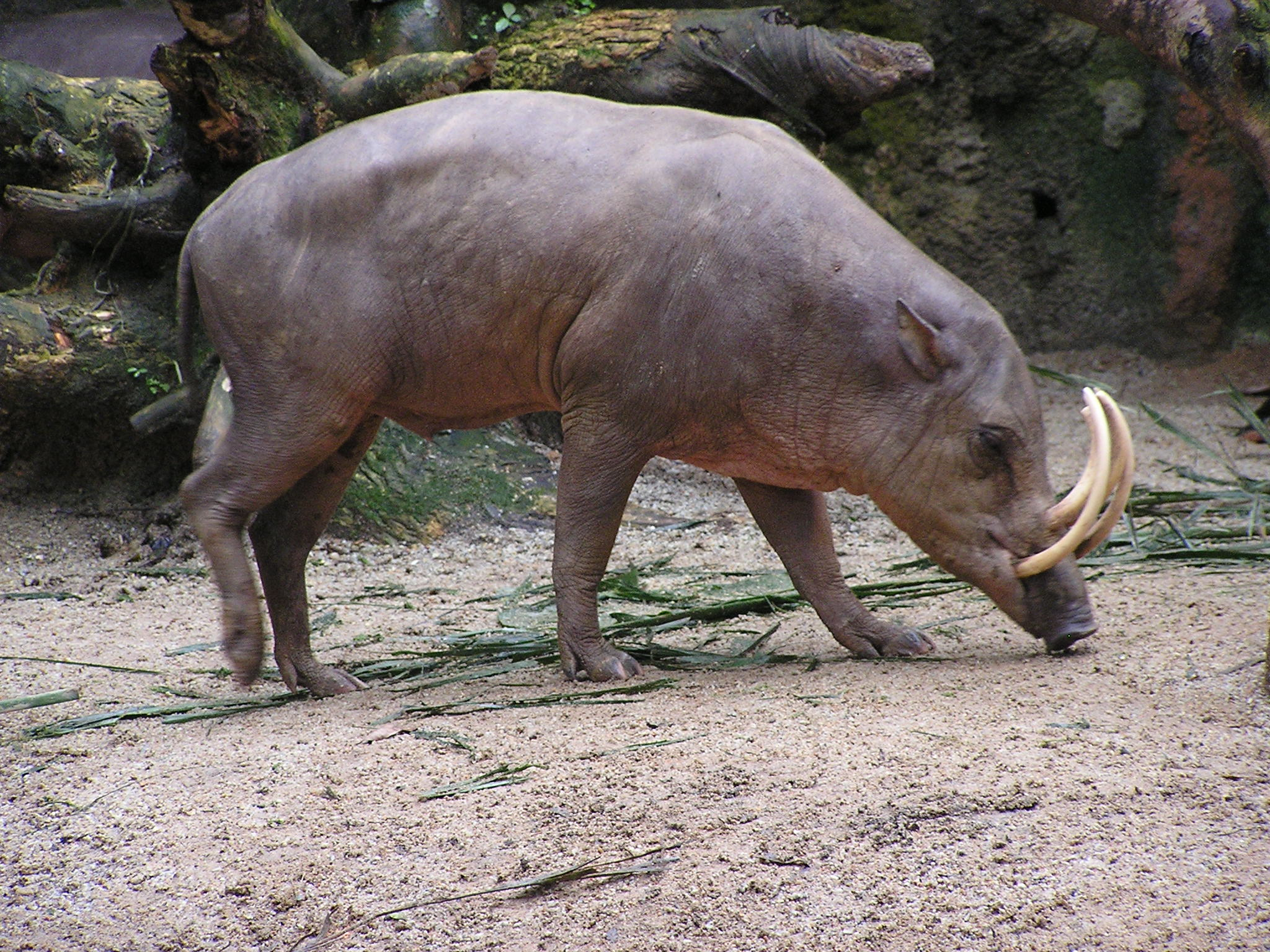
Бабирусса (Babyrousa babyrussa celebensis)

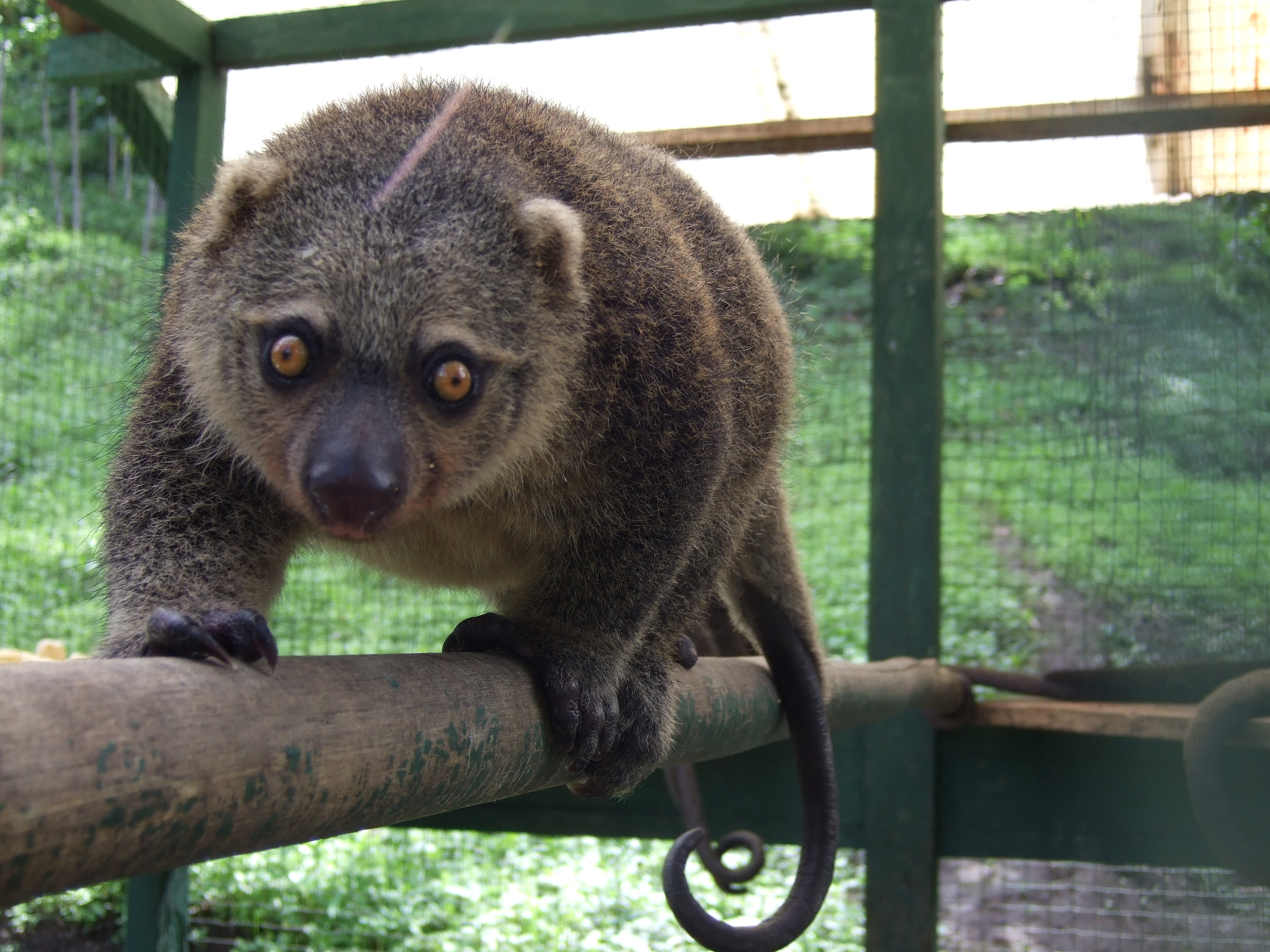
Сулавесский сумчатый медвежий кускус (Ailurops ursinus furvus)

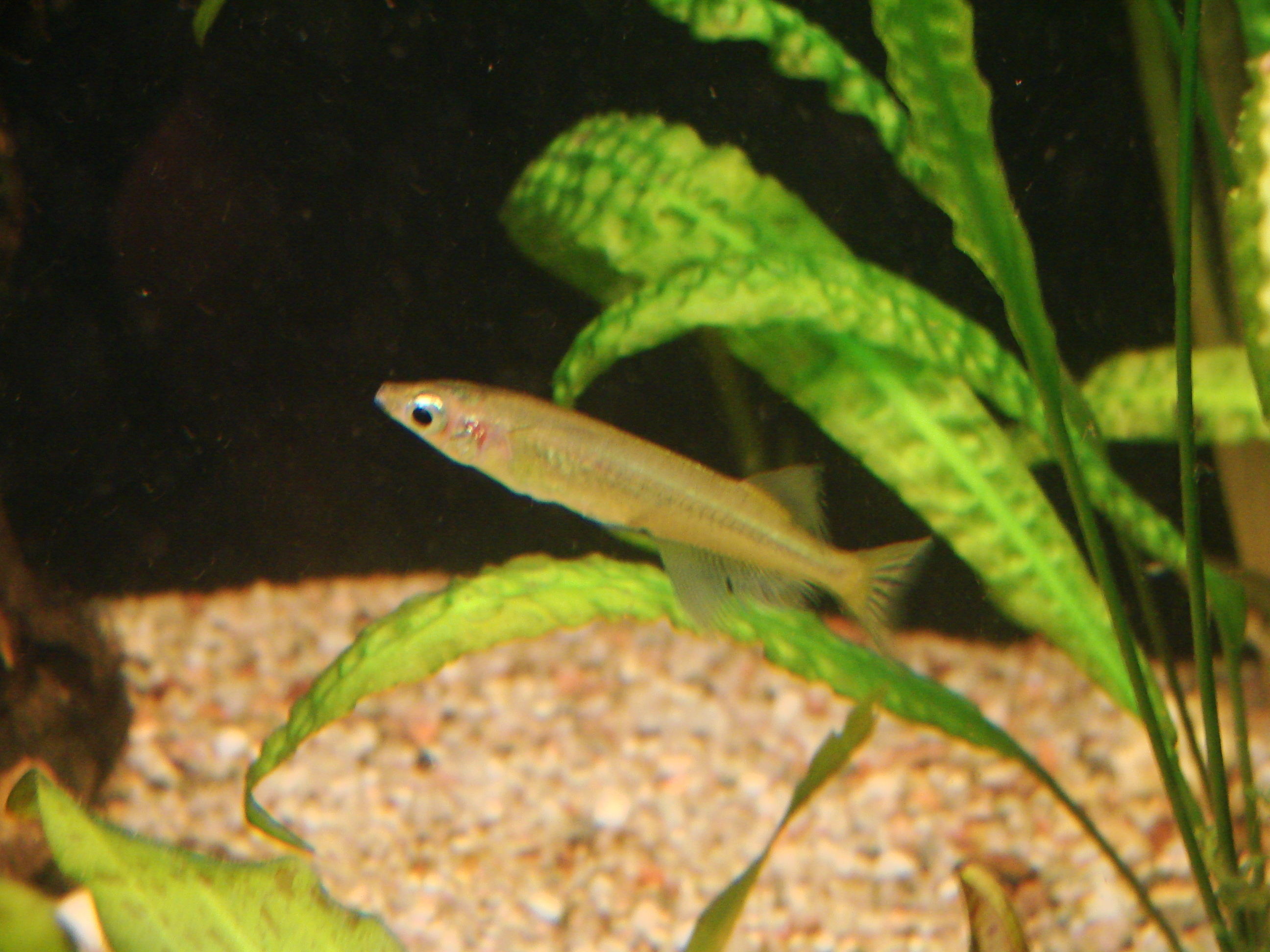
Рыба Xenopoecilus sarasinorum — эндемик озера Lindu

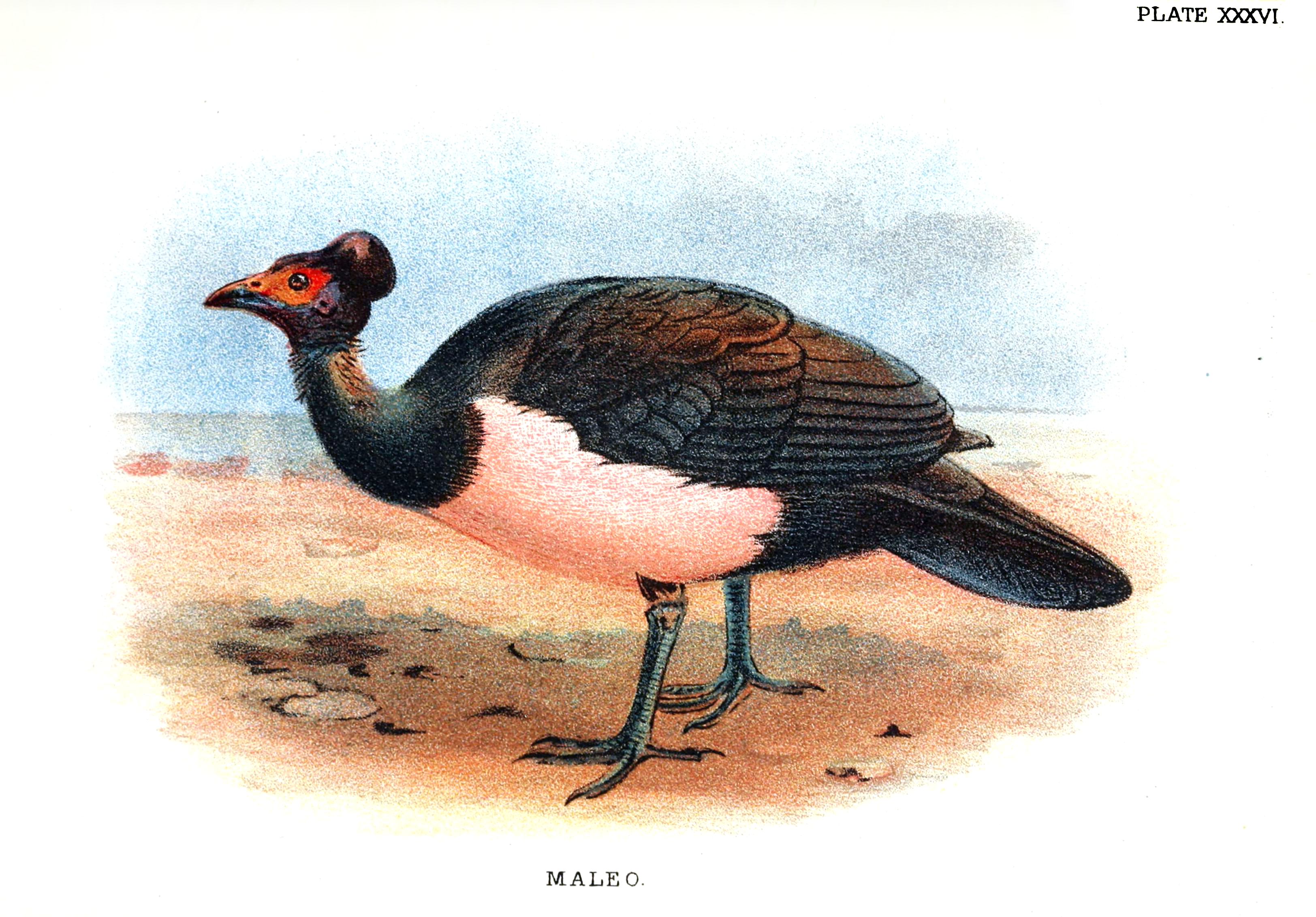
Малео — эндемики Сулавеси

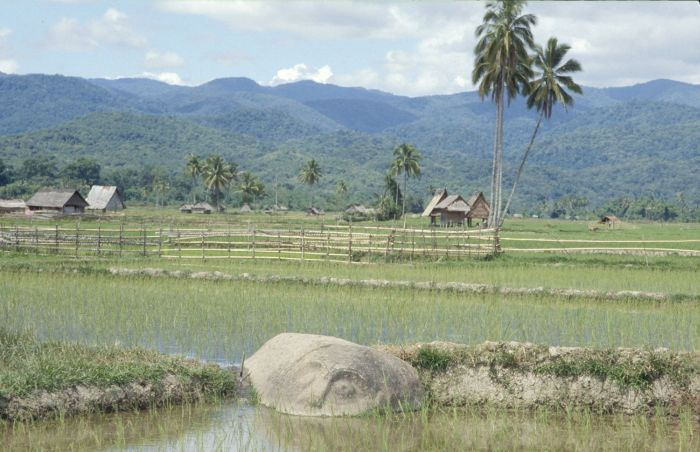
Мегалитические камни на рисовом поле в Центральном Сулавеси

Лоре-Линду (англ. Lore Lindu National Park) — национальный парк, расположен на индонезийском острове Сулавеси, в провинции Центральный Сулавеси. Парк был основан в 1982 году и его площадь составляет 2180 км². Включает низинные и горные леса, в которых обитает множество редких видов животных, включая 77 видов птиц, эндемичных для Сулавеси.
Национальный парк является частью Всемирной сети биосферных резерватов ЮНЕСКО, созданных в рамках программы Человек и биосфера.

## География
Границами национального парка служат несколько долин: Palolo Valley на севере, Napu Valley на востоке и Bada Valley на юге. Западная граница парка формируется серией узких долин, известных под общим названием Kulawi Valley. The Palolo, Napu, Lindu and Besoa Valleys were once lakes, now partially filled with sediment. Озеро Lake Lindu (Danau Lindu) — это единственное крупное озеро, оставшееся на сегодня. Ранее здесь в долинах Palolo, Napu, Lindu и Besoa также были озера. Высота парка варьирует от 200 до 2355 метров над уровнем моря.
Климат тропический с высокой влажностью. Температура в течение года варьирует всего на несколько градусов и составляет 26—32 °C в низинных областях парка. В горных участках температура падает на 6 °C (11 °F) с подъёмом на каждый километр в высоту. Муссонные дожди наблюдаются в период с ноября по апрель.

## Экология
В парке встречаются разнообразные экосистемы, включая низинные тропические леса, горные леса, субальпийские леса на высотах выше 2 км.

### Флора
Среди растений отмечены такие виды, как Кананга душистая, или Иланг-иланг (Cananga odorata), Кастанопсис, или Каштанник (Castanopsis argentea), Eucalyptus deglupta, Pterospermum celebicum, Gnetum gnemon, Agathis philippinensis, Phyllocladus hypophyllus и другие.

### Фауна
Среди эндемичных млекопитающих отмечены такие виды, как тонкский макак (Macaca tonkeana tonkeana), бабирусса (Babyrousa babyrussa celebensis), карликовый долгопят (Tarsius pumilus) и долгопят диана (Tarsius dianae), медвежий кускус (Ailurops ursinus furvus), целебесский кускус (Strigocuscus celebensis callenfelsi), сулавесская болотная мышь (Rattus celebensis) и сулавесская цивета (Macrogalidia musschenbroekii musschenbroekii). Эндемичные птицы представлены малео (Macrocephalon maleo). Рептилии и амфибии среди эндемиков включают лазающих полозов (Elaphe erythrura и Elaphe janseni) и целебесскую жабу (Bufo celebensis). Рыба Oryzias sarasinorum эндемична для озера Lindu.

## Человек и парк

### Мегалиты
В парке обнаружено более 400 гранитных мегалитов, из которых около 30 представляют человеческие скульптуры древнейшего происхождения. Они варьируют в размере от нескольких сантиметров до 4,5 метров. Оригинальная цель создания таких мегалитических форм неизвестна. Другие мегалиты имеют форму крупных пластин (Kalamba) и каменных плит (Tutu’na). Различные археологические исследования датируют эти находки возрастом между 3000 лет до нашей эры и 1300 лет нашей эры.

### Деревни
Рядом с национальным парком расположено 117 деревень, 62 из которых находятся на его границах и одна деревня внутри парка. Местное население принадлежит к народностям Kaili, Kulavi и Lore. Здесь также присутствуют мигранты с Южного Сулавеси, Явы и Бали.

### История
Впервые создание национального парка «Лоре Линду» было продекларировано ЮНЕСКО в 1978 году. Создан он был в 1982 году в результате слияния трёх существующих резерватов:
- 1) Lore Kalamanta Nature Reserve,
- 2) Lake Lindu Recreation and Protection Forest,
- 3) Lore Lindu Wildlife Reserve.

Однако из 2310 км² земель, первоначально «декларированных» под территорию парка, в итоге официально было выделено в 1999 году лишь 2180 км².

### Проблемы
Сведение лесов как результат нелегальной вырубки и сельскохозяйственной активности населения являются главной проблемой и опасностью парка. Другой проблемой является недостаток понимания важности сохранения леса и отсутствие соответствующего законодательства и менеджмента.
С 2000 года действует совместный Индонезийско-Германский исследовательский центр «STORMA» (Stability of the Rainforest Margin in Indonesia), интенсивно изучающий экологическую обстановку в самом парке и в его буферной охранной зоне.